# Хоу-се
Цзиньский Хоу-се (晉侯燮) – второй правитель царства Цзинь в эпоху Чуньцю по имени Цзи Се. Занял трон после своего отца Тан Шу-юя. Переименовал пожалованные отцу земли из Тан в Цзинь (считается, что это название связано с рекой Цзиньшуй, протекавшей в той местности). После смерти Хоу-се престол наследовал его сын У-хоу.